# Nenê (koszykarz)
Nenê, właśc. Maybyner Rodney Hilário Nenê (ur. 13 września 1982 w São Carlos) – brazylijski koszykarz, reprezentant kraju, występujący na pozycji środkowego lub silnego skrzydłowego.
Urodzony jako Maybyner Rodney Hilário, w 2003 roku oficjalnie dodał do nazwiska noszony od dzieciństwa przydomek Nenê (port. niemowlak, maluch), pod którym jest powszechnie znany.

## Kariera zawodnicza
Karierę seniorską zaczynał w Barueri/Vasco, zespole filialnym CR Vasco da Gama, dla którego w sezonie 2000 zagrał jeden mecz. W sezonie 2001 był już podstawowym graczem Vasco, przyczyniając się do zdobycia przez nich mistrzostwa Brazylii. Po kilku miesiącach kolejnego sezonu, w wyniku pogarszającej się sytuacji finansowej klubu, a także namowy znajomego, wyjechał w marcu 2002 roku do Stanów Zjednoczonych, by spróbować szans w lidze NBA.
Po kilkutygodniowych treningach zgłosił się do draftu NBA i 26 czerwca 2002 New York Knicks wybrali go jako siódmego w kolejności, by jeszcze tego samego dnia oddać go do Denver Nuggets. W Denver Nuggets występował do marca 2012, gdy w wymianie pomiędzy trzema klubami został odesłany do Washington Wizards.
Wybrany w 2003 roku do pierwszej piątki debiutantów (NBA All-Rookie 1st Team).
W pierwszym meczu sezonu 2005/06 odniósł kontuzję prawego kolana, która wyeliminowała go do końca rozgrywek. W styczniu 2008 przerwał treningi, aby poddać się operacji usunięcia nowotworu jądra. Na boisko powrócił 27 marca 2008. Z powodu kontuzji opuścił ponad 200 meczów w całej karierze.
20 lipca 2016 podpisał kontrakt z Houston Rockets. 3 września 2019 przedłużył umowę z Rockets.
5 lutego 2020 trafił w wyniku wymiany z udziałem czterech zespołów do Atlanty Hawks. Następnego dnia opuścił klub.

## Osiągnięcia
Stan na 7 lutego 2020, na podstawie, o ile nie zanaczono inaczej.

### NBA
- Wybrany do I składu debiutantów NBA (2003)[8]
- Lider NBA w skuteczności rzutów z gry (2011)

### Brazylia
- 2-krotny mistrz Brazylii (2000, 2001)

### Reprezentacja
- Mistrz:
  - igrzysk panamerykańskich (2003)
  - Pucharu Kontynentalnego Marchanda (2007)
- Wicemistrz Ameryki (2001)
- Brązowy medalista Igrzysk Dobrej Woli (2001)
- Uczestnik:
  - igrzysk olimpijskich (2012 – 5. miejsce)
  - mistrzostw:
    - świata (2014 – 6. miejsce)
    - Ameryki (2001, 2007 – 4. miejsce)
- Lider mistrzostw Ameryki w:
  - zbiórkach (2003 – 9,1)[9]
  - skuteczności rzutów z gry (2003 – 61,8%)[10]